# Jak-41
Jak-141 (ros. Як-141 w kryptonimie NATO „Freestyle”) – radziecki ponaddźwiękowy samolot pionowego startu i lądowania z lat 80. XX wieku, który pozostał na etapie prototypu. Konstrukcja powstała w biurze konstrukcyjnym Jakowlewa. Znany również pod oznaczeniem Jak-141.

## Historia
Prace nad Jakiem-41 rozpoczęto w 1975 roku, kiedy uznano, że jego poprzednik Jak-38 nie spełnia stawianych mu wymagań. Przed konstruktorami postawiono wysokie wymagania. Samolot początkowo miał być naddźwiękowym myśliwcem przechwytującym pionowego startu i lądowania, operującym z lotniskowców, jednak w pierwszej połowie lat osiemdziesiątych zdecydowano zmienić wymagania na myśliwiec wielozadaniowy zdolny do atakowania celów naziemnych i nawodnych (wersja Jak-41M). Planowano, że samolot będzie gotowy do prób w 1982 roku, lecz problemy z rozwojem silnika R-79 spowodowały kilkuletnie opóźnienie.
Oblot Jaka-41 miał miejsce 9 marca 1987 roku, pilotował go Andriej Sinicyn. Po wylądowaniu znalezione zostały pęknięcia w kadłubie, co spowodowało wstrzymanie testów samolotu. Po dwóch latach rozpoczęto kolejne próby, wykonano wtedy pierwszy pionowy start oraz przekroczono barierę dźwięku – samolot osiągnął prędkość 1400 km/h.
Pierwszy lot według pełnego profilu, z pionowym startem i lądowaniem, miał miejsce 13 czerwca 1990 roku. Zbudowano cztery prototypy, w tym dwa latające. W 1991 roku na jednym z prototypów pilot oblatywacz Andriej Sinicyn ustanowił 12 rekordów. Prototyp ten nazwano Jak-41M (Jak-141) i pod takim oznaczeniem samolot był później prezentowany.
Od 21 września 1991 roku prowadzono próby morskie samolotu na krążowniku lotniczym „Admirał Gorszkow”, lecz 5 października 1991 prototyp Jak-41 rozbił się przy lądowaniu i zapalił na pokładzie, po czym przerwano próby morskie.
W 1991 roku z powodu obcięcia wydatków wojskowych przerwano finansowanie programu. Biuro Jakowlewa próbowało ratować projekt. Planowano zmodyfikować płatowiec, który miał zmieścić więcej paliwa, zwiększyć powierzchnię nośną oraz zmniejszyć powierzchnie odbicia radarowego. Nigdy jednak nie zrealizowano tych planów.

## Konstrukcja
Jednomiejscowy wielozadaniowy samolot pionowego startu i lądowania w układzie górnopłatu. Samolot wykonany jest w 26% z materiałów kompozytowych.
Kadłub o przekroju prostokątnym wykonany zgodnie z regułą pól. Z boku kadłuba znajdują się skośne, regulowane wloty powietrza do silnika.
Skrzydło składane, skośne o małym wydłużeniu, z kątem wzniosu -4° oraz skosem 30°. Na krawędzi natarcia umieszczono klapy noskowe, w tylnej części stałej klapy, w części składanej lotki połączone mechanicznie ze sterami gazowymi. 
Usterzenie podwójne, mocowane do belek kadłubowych. 
Podwozie klasyczne trójpunktowe z kołem przednim, chowane w kadłubie.
Samolot napędza silnik startowo-marszowy MNPK Soyuz R-79 o ciągu 152 kN. Dysza silnika może być odchylona o 95° dzięki czemu samolot może startować pionowo. Jak-141 posiada również dodatkowe dwa silniki startowe RD-41 każdy o ciągu 40,2 kN
Samolot jest uzbrojony w jednolufowe działko GSz-30-1 kal 30mm. Posiada 4 wysięgniki na których można podwieszać pociski klasy powietrze-powietrze R-77, R-27, R-73, lub rakiety przeciwokrętowe Ch-31A i Ch-35, oraz pociski przeciwko celom naziemnym Ch-31P Ch-58 i Ch-25MP. Na wysięgnikach można też podwiesić pociski niekierowane i bomby.